# Lago Bohinj

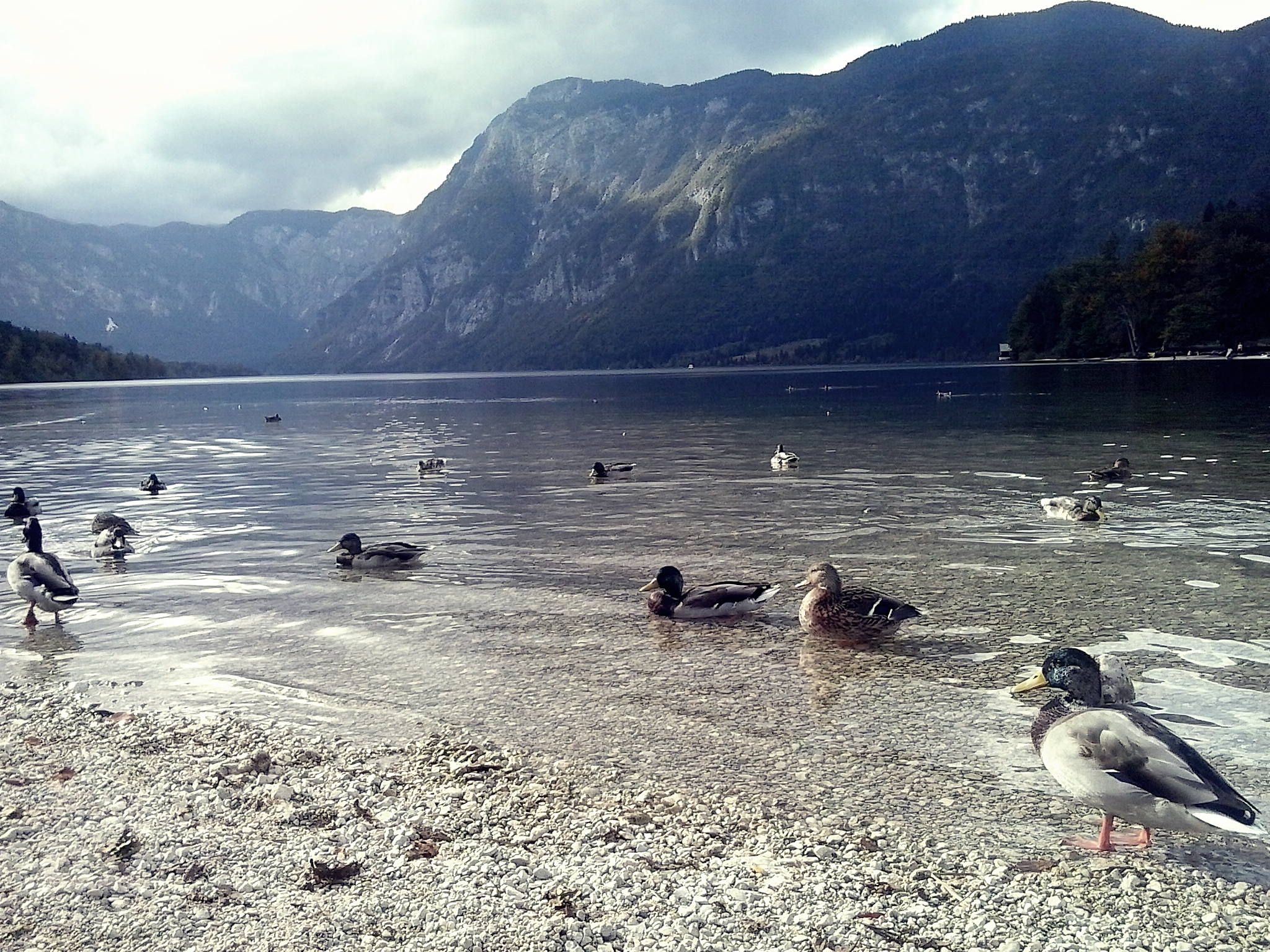
Lago Bohinj, Eslovenia

El Lago Bohinj (en esloveno: Bohinjsko jezero) es el lago más grande de Eslovenia. El Lago Bohinj se localiza en el municipio de Bohinj, al noroeste del país, y se encuentra dentro del parque nacional del Triglav.
Bohinj se encuentra en una cuenca que se extiende desde Soteska hasta Ukanec. Del lado sur se cierra con las montañas inferiores de Bohinj, de una altura que alcanzan los 2000 m, al norte se halla la cadena del Triglav con su pico más elevado, el Triglav (2864 m). Bohinj se divide en dos valles: el superior y el inferior y en ambos valles hay 24 aldeas. 
Bohinj es uno de los valles más hermosos situado en el corazón de los Alpes Julianos, en el Parque Nacional Triglav. Las altas montañas, los verdes bosques, las cumbres alpinas y las praderas con sus bellezas naturales, los monumentos culturales e históricos, las agradables aldeas y los poblados con sus hoteles, hosterías y habitaciones privadas brindan deleite a los turistas en Bohinj. 
Bohinj es un punto de partida ideal para excursiones cortas y caminatas por los acondicionados senderos del valle, así como también excursiones a las montañas y para el alpinismo. Bohinj ofrece posibilidades ideales para el relax en todas las estaciones del año. 
En invierno el valle se convierte en un centro de deportes invernales gracias al Vogel Ski Centre, que se puede acceder con un teleférico hasta lo más alto de los Alpes Julianos.  
En verano la perla más hermosa del valle, el lago de Bohinj, y el río Sava invitan a los bañistas, los pescadores y a los kayakistas.
En el Lago Bohinj también se puede visitar la escultura de la cabra con cuernos dorados, que representa el mito de Zlatorog, que habita en los valles y sobre las cumbres del Triglav.
El mayor de los arroyos que desembocan en el lago, el río Savica ("pequeño Sava"), se alimenta del Črno jezero 
(Lago Negro), el lago más grande de los lagos del valle Triglav. En la parte del norte del lago se encuentran unas cuantas fuentes submarinas, la más conocida de las cuales es la llamada fuente de Govic. Cerca se encuentra la Cascada Savica, con una caída de caída de 75 metros. 
El desagüe del lago es el Jezernica, que se fusiona con el Mostnica para formar el Sava Bohinjka (que a su vez se fusiona con el Sava Dolinka para convertirse en el Sava). 